# Atropsocus atratus
Atropsocus atratus är en insektsart som först beskrevs av Samuel Francis Aaron 1883.  Atropsocus atratus ingår i släktet Atropsocus och familjen storstövsländor. Inga underarter finns listade i Catalogue of Life.